# Självständiga afrikanska kyrkor
Självständiga afrikanska kyrkor är kristna trossamfund, bildade av afrikaner i Afrika. Underförstått syftar på trossamfund som tillkommit efter européernas ankomst utan inblandning av deras missionärer, vilket exkluderar  etiopisk-ortodoxa kyrkan och koptiska kyrkan som har en mycket längre historia av att vara distinkta från västvärldens kristendom. 
Från slutet av 1900-talet har antalet självständiga afrikanska kyrkor ökat explosionsartat, i framför allt södra Afrika. 
De första självständiga afrikanska kristna kyrkorna grundades i slutet av 1800-talet i Sydafrika och Nigeria. De kallade sig för etiopiska kyrkor och skilde sig inte mycket från den traditionella missionen ifråga om lära, gudstjänstordning och ritualer.
Något decennium senare kom amerikanska missionärer tillhörande Christian Catholic Church till södra Afrika. Under inspiration från både denna kyrka och från traditionell afrikansk religionsutövning bildades sionistkyrkor i denna del av kontinenten.
1908 kom en grupp nordamerikanska pingstmissionärer, från Apostolic Faith Mission (AFM), till Sydafrika. Många afrikanska kyrkor, som anammade deras lära om andedop och tungotal, kallar sig hellre apostoliska än sionistiska.
Från 1920-talet har profetrörelser, som lägger stor vikt vid drömmar och uppenbarelser, spridit sig över stora delar av Afrika.